# تاريخ الولايات المتحدة (1980-1991)
يشمل تاريخ الولايات المتحدة من عام 1980 إلى 1991 السنة الأخيرة من رئاسة جيمي كارتر وثماني سنوات من إدارة رونالد ريغان والسنوات الثلاث الأولى من رئاسة جورج إتش. دبليو. بوش وحتى انهيار الاتحاد السوفيتي. بعد كارثة أزمة الرهائن الإيرانية، والتضخم المالي المتسارع والمعارضة الداخلية المتصاعدة، خسر كارتر الانتخابات الرئاسية عام 1980 لصالح الجمهوري ريغان.
في فترة ولايته الأولى، قدم ريغان سياسات مالية توسعية هدفت إلى تحفيز الاقتصاد الأمريكي بعد الركود في عامي 1981 و1982 بما في ذلك سياسات إلغاء القيود الحكومية للنفط والتي أدت إلى حدوث تخمة النفط في الثمانينيات. التقى بالقائد السوفيتي ميخائيل غورباتشوف في أربعة مؤتمرات قمة انتهت بتوقيع معاهدة الوقود النووي المشع INF. سرّعت هذه الإجراءات نهاية الحرب الباردة والتي وقعت في فترة ما بين عامي 1989-1991، كما اتضحت من خلال انهيار الشيوعية في كل من أوروبا الشرقية والاتحاد السوفيتي وفي العديد من عملاء العالم الثالث.  كان الاقتصاد في حالة ركود في 1981-1983 ولكنّه تعافى ونما بشكل حاد بعد ذلك.
كانت قضية إيران كونترا هي الفضيحة الأبرز في ذلك الوقت، حيث باعت إدارة ريجان الأسلحة لإيران واستخدمت وكالة الاستخبارات المركزية المال لمساعدة كونترا، العصابات الموالية لأمريكا، ضد نيكاراغوا ذات التوجهات اليسارية.

## تغيير التركيبة السكانية (الديموغرافيا) ونمو حزام الشمس
كانت الظاهرة الديموغرافية المُناقشة على نطاق واسع في سبعينيات القرن العشرين هي ظهور لـ «حزام الشمس»، وهي منطقة تضم الجنوب الغربي والجنوب الشرقي وخاصة فلوريدا وكاليفورنيا (تجاوزت نيويورك والتي هي أكثر ولاية من حيث عدد السكان في عام 1964). بحلول عام 1980، ارتفع عدد سكان منطقة حزام الشمس ليتجاوز عدد سكان المناطق الصناعية في الشمال الشرقي والغرب الأوسط –حزام الصدأ، والتي فقدت صناعتها على نحو ثابت وحظيت بنمو سكاني ضئيل. كان ظهور منطقة حزام الشمس ذروة للتغيرات التي بدأت في المجتمع الأمريكي ابتداء من الخمسينيات، مثل الأسعار الرخيصة للسفر الجوي والسيارات ونظام الطرق السريعة بين الولايات وظهور تكييف الهواء كلها قد حفزت حدوث هجرة ضخمة إلى الجنوب والغرب. توافد كلّ من الشباب الأمريكيين في سن العمل والأثرياء المتقاعدين نحو منطقة حزام الشمس.
أدى ظهور منطقة حزام الشمس إلى إحداث تغيير في المناخ السياسي للأمة معززاً الرغبة بالمحافظة (أو مقاومة التغيير). تعارضت عقلية الازدهار في هذه المنطقة المتنامية بشكل حاد مع المخاوف من منطقة حزام الصدأ والتي يسكنها بشكل أساسي أولئك غير القادرين على الانتقال إلى مكان آخر أو غير الراغبين في ذلك، وخاصة مجموعات الأقليات وكبار السن. بقي الشمال الشرقي والغرب الأوسط أكثر التزاماً بالبرامج الاجتماعية وأكثر اهتماماً بالنمو المنظم من الولايات المفتوحة على مصراعيها في الجنوب والغرب. تعكس التوجهات الانتخابية في المنطقة هذا التباعد-صوّت الشمال الشرقي والوسط الغربي بشكل متزايد للمرشحين الديمقراطيين في الانتخابات الفيدرالية والولايات والمحلية في حين أصبح الجنوب والغرب قاعدة صلبة للحزب الجمهوري.
زاد معدل البطالة والفقر مع انتقال الصناعة التحويلية تدريجياً من مراكزها التقليدية في الشمال الشرقي والغرب الأوسط. كان الرد الليبرالي الذي قدّمه العمدة جون ليندساي لمدينة نيويورك هو الزيادة الهائلة لخدمات الرعاية الاجتماعية والتعليم إضافةً إلى التوظيف العام والرواتب العامة، في الوقت الذي كانت فيه القاعدة الضريبية تتقلص. تجنّبت مدينة نيويورك بالكاد الإفلاس في عام 1975 إذ أُنقذت باستخدام أموال الولاية والحكومة الفدرالية إلى جانب ضبط الولاية الشديد لميزانيتها.
وفي الوقت نفسه، تهجّم المحافظون الموجودون في الضواحي والمناطق الريفية ومنطقة الحزام الشمسي على ما اعتبروه فشلاً في البرامج الاجتماعية الليبرالية بالإضافة لنفقاتهم الهائلة. كان هذا موضوعاً قوياً في السباق الرئاسي عام 1980 والانتخابات النصفية لعام 1994 عندما استولى الجمهوريون على مجلس النواب بعد 40 سنة من السيطرة الديمقراطية.
أفسح القادة الليبراليون في ستينيات القرن العشرين، الذين يعتبرون من سمات عصر المجتمع العظيم وحركة الحقوق المدنية، المجال للسياسيين الحضريين المحافظين في سبعينيات القرن العشرين في جميع أنحاء البلد، مثل عمدة مدينة نيويورك إد كوخ الديمقراطي المحافظ.

## ثورة ريجان

### رفض الولايات المتحدة / الانفصال السوفيتي
ألحقت سبعينيات القرن العشرين ضربات أضرّت بثقة النفس الأمريكية. حطمت حرب الفيتنام وفضيحة ووترغيت الثقة في الرئاسة. أثارت الإحباطات الدولية، بما في ذلك سقوط جنوب فيتنام في عام 1975 وأزمة الرهائن الإيرانية في عام 1979 والتدخل السوفيتي في أفغانستان ونمو الإرهاب الدولي وتسارع سباق التسلح، مخاوف بشأن قدرة البلد على ضبط الشؤون الدولية. جعلت كلّ من أزمة الطاقة والبطالة المرتفعة والتضخم المالي المرتفع جداً وتصاعد معدلات الفائدة، التخطيط الاقتصادي صعباً وأثارت أسئلة أساسية حول مستقبل الازدهار الأمريكي. اشتهر مصطلح «الوعكة» الأمريكية بعد خطاب كارتر عام 1979 «أزمة الثقة»، في أواخر سبعينيات وأوائل ثمانينيات القرن العشرين لم يكن له أساس من الصحة حيث بدا أن الأمة تفقد ثقتها بنفسها.
في ظل حكم ليونيد بريجنيف، كان الاقتصاد السوفيتي يتراجع –كان متأخراً لعقود في أجهزة الكمبيوتر على سبيل المثال- وأُبقي على قيد الحياة بسبب صادرات النفط المربحة. في هذه الأثناء، انهارت سياسة الانفراج مع السوفييت عندما حقق الشيوعيون مكاسب في جميع أنحاء العالم الثالث. كان النصر في الفيتنام الأكثر إثارة في عام 1975 عندما غزت فيتنام الشمالية الفيتنام الجنوبية واستولت عليها؛ تورّطت القوات الأمريكية فقط لإنقاذ المؤيدين للأمريكيين. فرّ ما يقارب مليون لاجئ؛ جاء معظم الناجين إلى الولايات المتحدة. كانت الحركات الشيوعية الأخرى المدعومة من قبل موسكو أو بكين تنتشر بسرعة في جميع أنحاء إفريقيا وجنوب شرق آسيا وأمريكا اللاتينية. وبدا الاتحاد السوفييتي ملتزماً بمذهب بريجينيف، حيث أنهى السبعينيات من القرن العشرين بإرسال قوات إلى أفغانستان في خطوة شجب (أو استنكر) فيها بشدة الغرب والدول الإسلامية.
رداً على كل هذه التصورات حول التراجع الأمريكي على الصعيدين المحلي والدولي، دُعيت مجموعة من الأكاديميين والصحفيين والسياسيين وصانعي السياسات من قبل الكثيرين على أنّهم «محافظون جدد» أو «محافظون مستحدثون» لأن الكثير من هذه المجموعة بقوا ديمقراطيين، تمردوا ضد انجراف الحزب الديمقراطي نحو اليسار في قضايا الدفاع في سبعينيات القرن العشرين (لاسيما بعد ترشيح جورج ماكغفرن في عام 1972)، وألقوا اللوم أيضاً على الديمقراطيين الليبراليين بسبب الموقف الجيوسياسي الضعيف للأمة.
تجمع الكثيرون حول السناتور هنري «سكوب» جاكسون، وهو ديمقراطي، ولكنهم انضموا لاحقاً إلى رونالد ريغان والجمهوريين الذين وعدوا بمواجهة التوسع الشيوعي المؤيد للاتحاد السوفيتي.
عموماً، كانوا ديمقراطيين مناهضين للشيوعية وعارضوا برامج الرفاه للمجتمع العظيم. لكن كانت أهدافهم الرئيسية هي السياسات القديمة لاحتواء الشيوعية والانفراج بالتعاون مع الاتحاد السوفييتي. أرادوا التراجع ونهاية مسالمة للتهديد الشيوعي بدلاً من المفاوضات دون هدف والدبلوماسية ومكافحة الأسلحة.
هاجم المحافظون الجدد بقيادة نورمان بودوريتز السياسة الخارجية الأرثوذكسية في الحرب الباردة باعتبارها «استرضاء أو تهدئة»، تلميحاً إلى مفاوضات نيفيل تشامبرلين في ميونيخ في عام 1938. واعتبروا أن التنازلات لأعداء الولايات المتحدة الضعفاء نسبياً بمثابة «استرضاء» لـ«الشر»، وهاجموا الانفراج وعارضوا حالة الأمة التجارية المفضلة للاتحاد السوفيتي، ودعموا التدخل الأمريكي وحيد الجانب في العالم الثالث كوسائل لتعزيز نفوذ الولايات المتحدة في الشؤون الدولية.
قبل انتخاب ريغان، سعى المحافظون الجدد بعد اكتسابهم نفوذاً إلى وقف المشاعر المُعادية للحرب التي تسببت بها الهزائم الأمريكية في فيتنام والإصابات الجسيمة التي تسبب بها الحرب في جنوب شرق آسيا.
خلال سبعينيات القرن العشرين انتقدت جين كيركباتريك، عالمة سياسية وسفيرة الولايات المتحدة لاحقاً في عهد رونالد ريغان، الحزب الديمقراطي. توجّهت كيركباتريك إلى أفكار المحافظين الجدد للأكاديميين الديمقراطيين الليبراليين. ميزت بين الدكتاتوريين الاستبداديين الذين اعتقدت أنهم قادرون على اعتناق الديمقراطية وليس بالصدفة هم حلفاء للولايات المتحدة، وبين الدكتاتوريين الاستبداديين الشيوعيين الذين رأتهم أنهم متشبثون بموقفهم وغير قادرين على التغيير.
وهكذا بدأت ثمانينيات القرن العشرين بشكل محبط تماماً. محكمة بأسوأ اقتصاد منذ ثلاثينيات القرن العشرين ومعاناة صناعات السيارات والفولاذ من مشاكل خطيرة واستمرار أزمة الرهائن الإيرانية، والولايات المتحدة غير قادرة على ما يبدو للاستجابة للتصرفات السوفيتية غير المسؤولة في جميع أنحاء العالم، وجاء مقدار صغير من الشعور الجيد عندما هزم فريق الهوكي الأمريكي للهواة فريق الخصم السوفييت المحترفين في حدث المعجزة على الجليد.

### رونالد ريغان وانتخابات عام 1980
أخذت المشاعر المحافظة بالنمو، ويرجع ذلك جزئيًا إلى الاشمئزاز من تجاوزات الثورة الجنسية وفشل السياسة الليبرالية مثل الحرب على الفقر، في الوفاء بوعودها. تعززت احتمالات إعادة انتخاب الرئيس جيمي كارتر في انتخابات الرئاسة الأمريكية في عام 1980، عندما تمكن بسهولة من التغلب على التحدي الأساسي من خلال عضو مجلس الشيوخ الليبرالي إدوارد كينيدي من ماساتشوستس. فاز رونالد ريغان، الحاكم السابق في كاليفورنيا بالترشيح الجمهوري في عام 1980 من خلال الفوز بمعظم الانتخابات التمهيدية، على خلفية الركود الاقتصادي والضعف الأمريكي أمام الاتحاد السوفيتي. بعد الفشل في التوصل إلى صفقة غير مسبوقة مع فورد، الذي كان ليكون رئيسًا مساعدًا، اختار ريغان منافسه الرئيسي، جورج بوش الأب كمرشح لمنصب نائب الرئيس. اعتمد ريغان خلال الحملة على جين كيركباتريك باعتباره مستشارًا لسياسته الخارجية لتحديد نقاط ضعف كارتر في السياسة الخارجية.
وعد ريغان بإعادة بناء الجيش الأمريكي الذي تراجع بشدة من ناحيتي القوة والروح المعنوية بعد حرب فيتنام، وباستعادة السلطة الأمريكية والهيبة على الجبهة الدولية. ووعد أيضًا بنهاية «الحكومة الكبيرة» واستعادة الحياة الاقتصادية بالاعتماد على اقتصاد الموارد الجانبية.
عارض خبراء اقتصاد الموارد الجانبية دولة الرفاهية الاجتماعية التي بناها المجتمع العظيم. أكدوا على أن مشاكل الاقتصاد الأمريكي كانت في جزء كبير منها نتيجة الضرائب المفرطة، التي «زاحمت» الأموال بعيدًا عن مستثمري القطاع الخاص، ما أدى إلى خنق النمو الاقتصادي. تمثل الحل في نظرهم بخفض الضرائب بشكل عام ولاسيما في الشرائح العليا من الدخل من أجل تشجيع الاستثمار الخاص. سعوا أيضًا إلى تقليل الإنفاق الحكومي والخدمات الاجتماعية الموجهة نحو الأجزاء الأكثر فقرًا في المجتمع التي تصاعدت خلال الستينيات من القرن العشرين.
وافق الجمهور، وخاصة الطبقة الوسطى في منطقة الحزام الشمسي على مقترحات ريغان، وصوتوا لصالحه في عام 1980. ادعى النقاد أن ريغان لم يكن مهتمًا بمحنة الفقراء، وأن المشاكل الاقتصادية في السبعينيات من القرن العشرين كانت تفوق قدرة أي رئيس على السيطرة عليها أو حتى عكس اتجاهها.
شكلت الانتخابات الرئاسية التي حصلت في عام 1980، نقطة تحول رئيسية في السياسة الأمريكية. أشارت على القوة الانتخابية الجديدة للضواحي والحزام الشمسي مع اليمين المتدين لأول مرة كعامل رئيسي. علاوة على ذلك، كانت نقطة تحول تبشر بالالتزام ببرامج مكافحة الفقر الحكومية والعمل الإيجابي الذي يتميز به المجتمع العظيم. كان ذلك أيضًا بمثابة الإشارة إلى الالتزام بالسياسة الخارجية المتشددة.
كان ترشيح الحزب الثالث من قبل النائب جون بي. أندرسون من إلينوي، وهو جمهوري معتد، أمرًا رديئًا. تبنت الحملة قضايا مثل الركود الاقتصادي والتهديدات للأمن القومي وأزمة الرهائن الإيرانية والشعور العام الذي بدا أنه يشير إلى أن أيام أمريكا العظيمة قد شارفت على الانتهاء. بدا كارتر غير قادر على التحكم في التضخم وفشل جهوده لإنقاذ الرهائن في طهران. أسقط كارتر مستشاريه المحتجزين وانتقل بشكل حاد إلى اليمين ضد السوفييت، لكن ريغان قال إن ذلك كان غير كاف ومتأخرًا جدًا.
حقق ريغان فوزًا ساحقًا من خلال 489 صوتًا في الهيئة الانتخابية مقابل 49 صوتًا لكارتر. هزم الجمهوريون اثني عشر عضوًا من مجلس الشيوخ الديمقراطي لاستعادة السيطرة على المجلس للمرة الأولى منذ 25 عامًا. حصل ريغان على 43,904,153 صوتًا في الانتخابات (50% من إجمالي الأصوات المدلى بها) بينما حصل كارتر على 35,483,883 (41%). حصل جون أندرسون على 5,720,060 صوتًا (6.6%) من الأصوات الشعبية.

## إدارة ريغان
بعد سنوات من الثناء على اليمين والنقد الذي لا يلين من اليسار، رأي المؤرخ ديفيد هنري أنه بحلول عام 2010، قد ظهر إجماع بين العلماء على أن ريغان قد أعاد إحياء المحافظة ووجه الأمة إلى اليمين من خلال إظهار «المحافظة البراغماتية» التي تعزز الأيديولوجية ضمن القيود التي يفرضها النظام السياسي المنقسم. علاوة على ذلك، يقول هنري إن هنالك إجماع على أن ريغان قد أحيا الإيمان بالرئاسة وثقة الأمريكيين بأنفسهم وساهم بشكل حاسم في إنهاء الحرب الباردة.
كان نهج ريغان في التعامل مع الرئاسة مختلفًا إلى حد ما عن أسلافه، إذ فوض قدرًا كبيرًا من العمل إلى مرؤوسيه، مما سمح لهم بتولي معظم الشؤون اليومية للحكومة. بصفته التنفيذية، صاغ ريغان مواضيع واسعة وأقام اتصال شخصي قوي مع الناخبين. استخدم مساعدين أقوياء للغاية، خاصة رئيس الأركان جيمس بيكر (مدير حملة فورد)، ومايكل ديفر كنائب لرئيس الأركان وإدوين ميس كمستشار للبيت الأبيض وكذلك ديفيد ستوكمان من مكتب الميزانية ومدير حملته الخاصة بيل كيسي في وكالة الاستخبارات الأمريكية.
أُصيب ريغان بطلق ناري في واشنطن في 30 مارس من عام 1981، على يد رجل مختل غير سياسي، تعافى بالكامل وأسكت المعارضين في نفس الوقت.
فاجأ ريغان الأمة من خلال تعيين أول امرأة في المحكمة العليا، وهي ساندرا داي اوكونور في عام 1981. أقدم على ترقية الزعيم المحافظ ويليام رينكويست إلى منصب رئيس القضاة في عام 1986، مع تولي أنطونين سكاليا المحافظ لمنصب رينكويست. كان تعيينه الرابع في عام 1987 مثيرًا للجدل، إذ كان على المرشح الأول الانسحاب (بتهمة تعاطيه الماريجوانا في الجامعة)، ورفض مجلس الشيوخ روبرت بورك. فاز ريغان أخيرًا بالموافقة على أنتوني كينيدي.